# Stockwerkbau (Fachwerk)

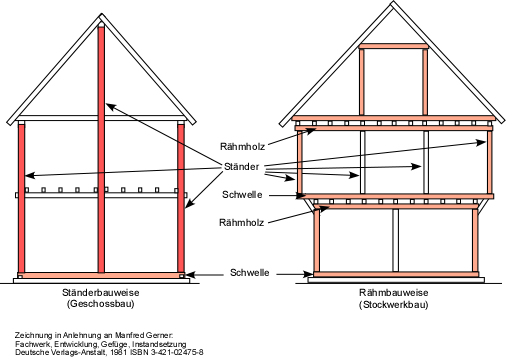
Mittelalterliche Ständerbauweise (links) im Vergleich zur Stockwerkbauweise (rechts)

Schematische Darstellung von Elementen des Fachwerks bei einem Stockwerksbau mit Auskragung

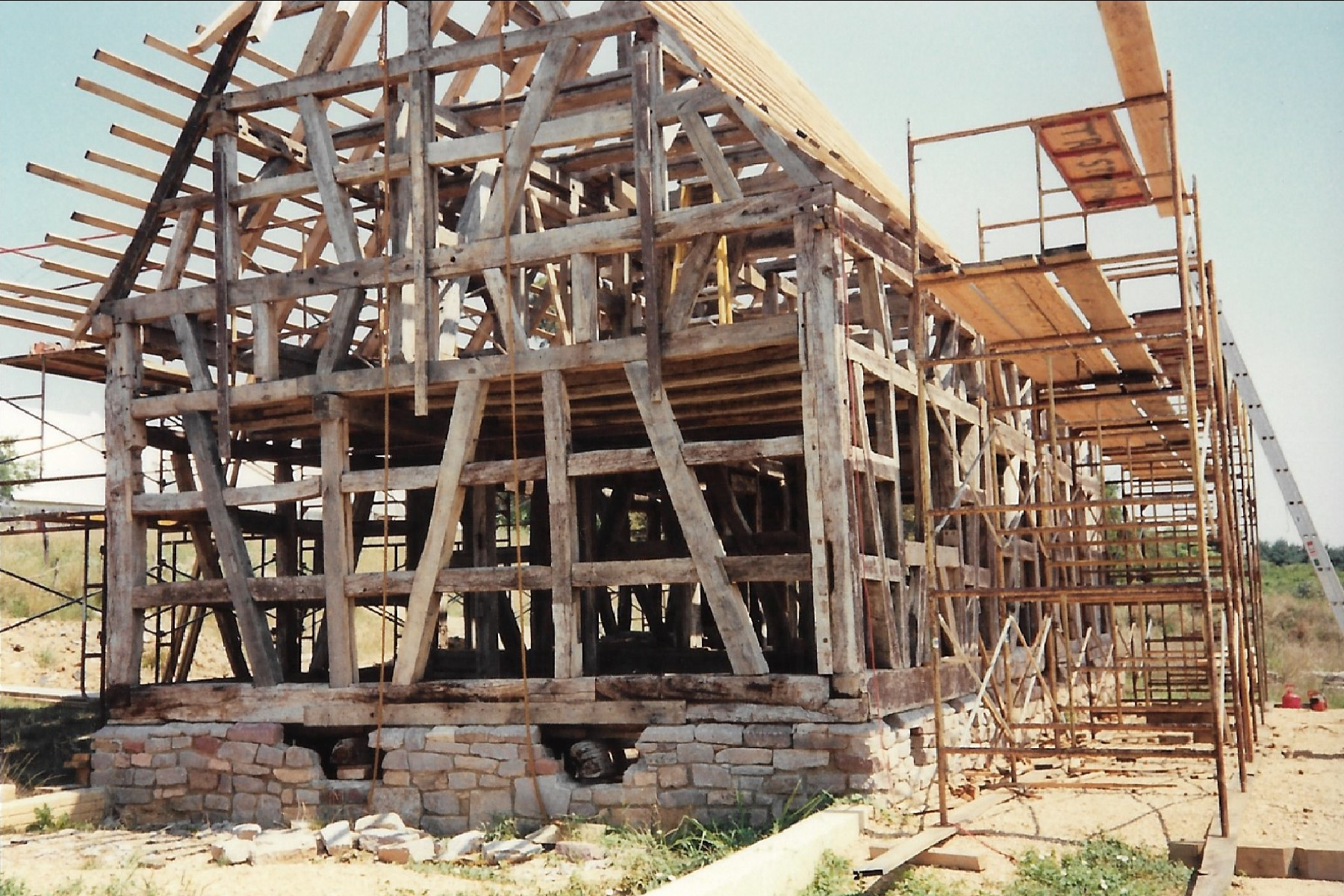
Entkerntes Fachwerkhaus mit Kniestock in Stockwerkbauweise

Als Stockwerkbau, veraltet auch Rähmbau genannt, wird ein stockwerksweise erstelltes Fachwerkhaus bezeichnet. Die übereinander gestellten einzelnen Etagen eines Hauses können damit unterschiedliche Grundflächen haben. Im historischen Fachwerkbau entwickelte sich die Bauweise des Stockwerkbaus als Rähmbauweise im Laufe des 15. Jahrhunderts aus der vorausgegangenen Ständerbauweise.

## Geschichte und Konstruktion
Die Stockwerkbauweise entwickelte sich im Verlauf des 15. Jahrhunderts aus der Ständerbauweise und war ab dem Spätmittelalter dominierend.
Die vertikalen Ständer der Innen- und Außenwände tragen die Hauptlast der Konstruktion. Sie sind jeweils nur ein Stockwerk hoch und reichen von der Schwelle (unten) bis zum jeweiligen horizontal aufliegenden Rähm (oben). Zwischen Rähm und der Schwelle des darüberliegenden Stockwerks liegen die Deckenbalken.
In der Stockwerkbauweise wird jedes Stockwerk separat abgebunden und aufgerichtet. Dabei ragt bei älteren Fachwerkbauten (vor 18. Jahrhundert) oft jedes Stockwerk ein wenig über das darunter vor und bildet eine Auskragung (Überhang). Auf engen Grundstücken gewann man so etwas mehr Wohnraum. Auch wurden die Schwellhölzer durch die Überstände vor Schlagregen geschützt.